# Dwight Clark
Dwight Edward Clark (Kinston, Észak-Karolina, 1957. január 8. – Whitefish, Montana, 2018. június 4.) Super Bowl-győztes amerikai amerikaifutball-játékos.

## Pályafutása
1979 és 1987 között a San Francisco 49ers játékosa volt, ahol 1982-ben és 1985-ben Super Bowl-győztes lett a csapattal.
1990 és 1998 között a San Francisco 49ers, 1999 és 2001 között a Cleveland Browns együtteseinél dolgozott sportvezetőként.

## Sikerei, díjai
- Super Bowl
  - győztes: 1982, 1985